# Сарсакай
Сарсакай — покинутый населённый пункт в Шелковском районе Чеченской Республики.

## География
Был расположен на северо-западе от райцентра станицы Шелковской, в 17 км севернее станицы Червлённой, у автодороги Червлённая—Бурунское.
Ближайший населённый пункт — хутор Семиколодцев в соседнем Наурском районе — находится в 7 км к юго-западу.
На южной окраине бывшего села находится электроподстация «Сарсакай», запущенная в строй ещё до того, как населённый пункт был покинут жителями, и являющаяся на сегодняшний день одной из 11 электроподстанций Шелковского района.

## История
Село было заброшено жителями, по всей видимости, ещё в середине 1980-х годов. По состоянию на 1985 год Сарсакай изображался на картах как жилое поселение, однако уже на картах 1987 и 1988 годов стал нежилым поселением. На карте 1995 года отмечено лишь урочище Сарсакай.